# Ruang
De Ruang is een stratovulkaan in het zuiden van de Sangihe-eilanden in Noord-Sulawesi (Indonesië). In de krater op de top van de 725 meter hoge vulkaan heeft zich in 1904 een lavakoepel gevormd. De Ruang heeft een diameter van 4 tot 5 kilometer en vormt het meest zuidelijke vulkaaneiland van de Sangihe-eilandboog. Het bevindt zich ten zuidwesten van het grotere eiland Tagulandang, waarvan het is gescheiden door een nauwe zeestraat van ongeveer een kilometer breed. Het is niet te verwarren met de vulkaan Raung op het Indonesische eiland Java.
De Ruang is een actieve vulkaan die in de laatste twee eeuwen zeker twaalf veelal explosieve erupties heeft gehad met een waarde variërend van 1 tot 4 op de vulkanische-explosiviteitsindex (VEI). Deze uitbarstingen gingen vaak gepaard met pyroclastische stromen. De grootste eruptie was die van 5 september 2002 (VEI-4). Ongeveer 1000 bewoners werden toen naar nabijgelegen eilanden geëvacueerd.
In april 2024 leidde een reeks uitbarstingen tot de evacuatie van zo'n 800 bewoners van het vulkaaneiland.  Vanwege een verdere toename in de vulkanische activiteit besloten de Indonesische autoriteiten op 17 april 2024 de evacuatiezone uit te breiden tot een straal van zes kilometer rond de krater. Het Centrum voor Vulkanologie en Geologische Rampenbestrijding van Indonesië (PVMBG) houdt ook rekening met het afbreken en in zee storten van delen van de vulkaan, hetgeen tsunamis zou kunnen veroorzaken. Daarom moest een totaal van 1500 mensen, ook van het nabij gelegen eiland Tagulandang, evacueren en 11.000 bewoners van Tagulandang is verzocht zich voor te bereiden op een evacuatie naar Manado.